# がんがら落
がんがら落（がんがらおとし）は、埼玉県熊谷市、行田市、鴻巣市を流れる利根川水系の河川。かつては雁柄落と表記した。

## 概要
農業用水路として利用されていたが、流域の都市化につれ排水路としても機能している。鴻巣市鎌塚で前谷落に合流する。かつては雁柄落と表記されていたが、字画が多く読みにくいのでひらがなが定着した。流域は上流側は住宅地で下流側は水田などの農地となっている。

## 橋梁
- 深水橋
- 築道橋
- 六反沼橋
- 門井大橋 - 行田駅前に至る通り
- 名称不明
- 観音堂橋
- 上越新幹線が交差
- がんがら大橋
- がんがら橋
- 名称不明

橋は数多く架かるが名前の付いた橋は少ない。